# Skildpaddesø

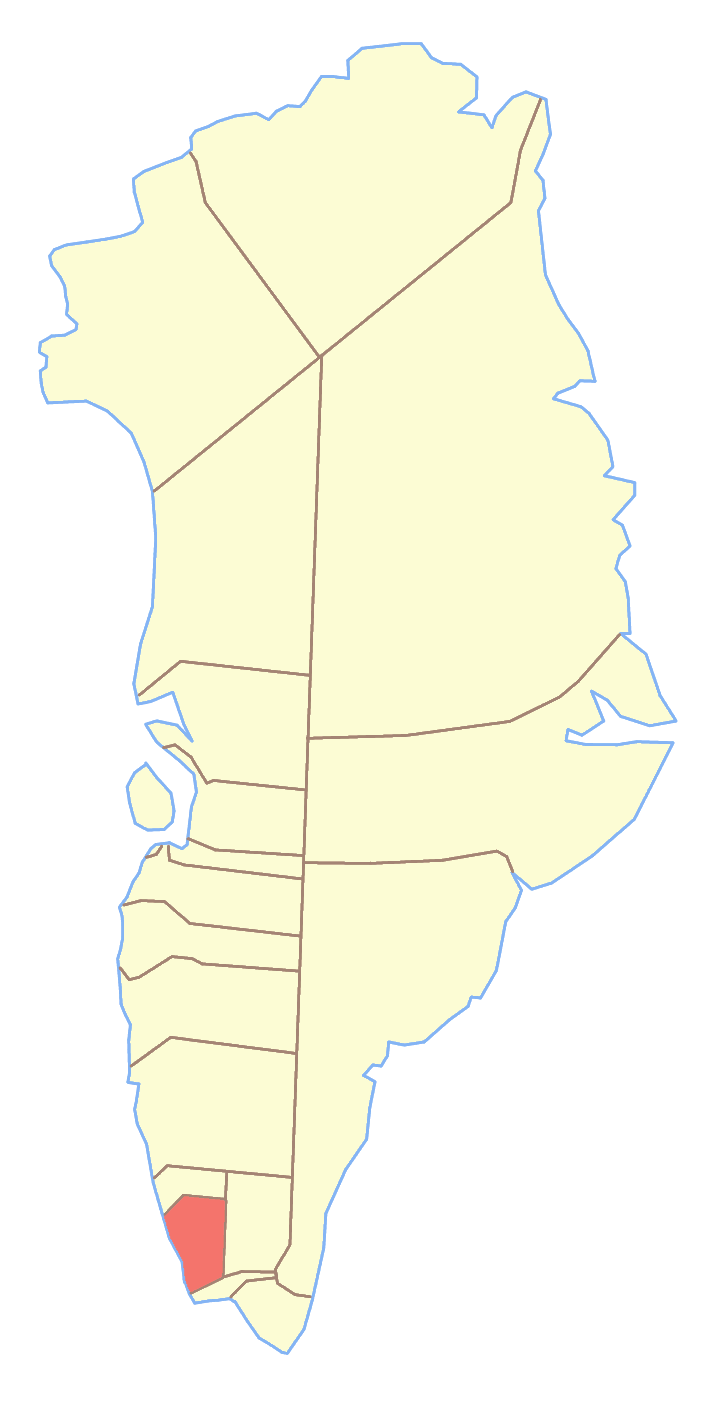
Ex comune di Ivittuut, dove si trovava lo Skildpaddesø

Lo Skildpaddesø è un lago della Groenlandia. Si trova presso il Mare del Labrador, a 437 m sul mare, a 61°17'N 48°00'O; appartiene al comune di Sermersooq.